# قرار مجلس الأمن التابع للأمم المتحدة رقم 2047
قرار مجلس الأمن التابع للأمم المتحدة رقم 2047، المتخذ بالإجماع في 17 مايو 2012.

## روابط خارجية
- نص القرار في undocs.org